# Granuloma apicale
Con il termine di granuloma apicale, granuloma periapicale, granuloma dentale o parodontite apicale cronica (granulativa) si definisce una patologia infiammatoria a carattere cronico dei tessuti periapicali del dente, che si origina come conseguenza di patologie infettive dei tessuti interni del dente, più raramente in conseguenza della necrosi asettica del tessuto pulpare. La patologia è spesso asintomatica o associata a sintomi molto lievi agli stimoli meccanici del dente coinvolto, ed è quindi tipicamente diagnosticabile solo tramite un esame radiografico. Può però manifestarsi con i sintomi della parodontite apicale acuta in caso di recrudescenza del processo infettivo. Con il tempo tende spesso ad aumentare lentamente di dimensioni evolvendo in cisti radicolare. La terapia di scelta è il trattamento endodontico del dente responsabile.

## Eziologia
La causa di gran lunga più comune è infettiva. I responsabili sono quindi batteri, loro tossine e prodotti del metabolismo batterico, che possono raggiungere i tessuti periapicali (legamento parodontale ed osso alveolare) attraverso i canali interni del dente, precedentemente interessati da patologia infettiva cronica (pulpite), a sua volta causata quasi sempre da una carie profonda del dente, più raramente da fratture traumatiche o lesioni non cariose profonde. L'infezione è quindi di tipo polimicrobico, con predominanza di anaerobi facoltativi/obbligati. Le specie più frequentemente coinvolte sono del genere Bacteroides, Streptococcus, Fusobacterium, Peptostreptococcus, Actinomyces, Spirochaetes, ed altre, presenti normalmente nella placca batterica. Enterococcus faecalis in particolare viene maggiormente collegato ai casi di infezioni di più difficile remissione. Talvolta la patologia si sviluppa partendo da un dente già precedentemente trattato per una patologia pulpare (devitalizzazione), anche a distanza di anni. In questi casi la fonte è ugualmente batterica, dovuta alla permanenza di zone canalari non trattate, per difetto di strumentazione o difficoltà legate alla geometria canalare.
Meno frequentemente la fonte dell'infiammazione può essere non batterica; questo può succedere in caso di necrosi asettica del tessuto pulpare, dovuta alla progressiva occlusione degli spazi interni del dente (necrosi anossica) per eccessiva produzione di dentina terziaria, in seguito a stimoli patologici (carie o lesioni non cariose profonde) o iatrogeni (preparazione per corone e ponti). La necrosi coagulativa dei tessuti interni comporta la produzione ed il graduale rilascio nei tessuti parodontali di sostanze chimiche irritanti legate alla degradazione dei tessuti, fornendo la base per il quadro di infiammazione di tipo cronico granulativo, spesso asintomatico.

## Patogenesi
La formazione di una lesione infiammatoria cronica di tipo granulativo può essere l'evoluzione di una precedente fase acuta, oppure svilupparsi subito in forma iperplastico-granulomatoso, se la fonte di irritazione è debole e lenta ed il corpo riesce a controllarla efficacemente. L'arrivo e l'attivazione dei macrofagi e delle altre cellule del sistema immunitario richiamate dallo stimolo irritativo proveniente dai canali interni del dente comporterà la sostituzione dei normali tessuti del periapice con un tessuto granulomatoso capsulato, che andrà a sostituire la normale struttura di legamento parodontale ed osso alveolare, allo scopo di contenere il processo patologico. Con il perdurare dello stimolo irritativo nel tempo, dai residui epiteliali presenti nel tessuto di granulazione (cellule del Malassez) si possono sviluppare cavità cistiche rivestite da epitelio pluristratificato ripieno di liquido sieroso, che comportano la trasformazione del granuloma a granuloma cistico, e quindi a cisti vera e propria (cisti radicolare), ed il suo progressivo ampliamento, di solito a lenta crescita.
La lesione granulomatosa è quindi un tentativo da parte dell'organismo di arginare la penetrazione di batteri provenienti dalle zone interne del dente, creando una barriera contenitiva composta da tessuto infiammatorio cronico. Questo spiega la posizione prevalentemente periapicale della lesione, in corrispondenza dello sbocco più comune dei canali radicolari. Talvolta però in presenza di canali laterali o comunicazioni del pavimento pulpare con le zone delle forche radicolari, sarà possibile ritrovare una lesione granulomatosa in queste zone.

### Complicanze
In caso di riacutizzazione del processo infiammatorio, con trasformazione in infezione di tipo purulenta, il quadro patologico sarà del tutto sovrapponibile a quello della parodontite apicale acuta, compresa l'evoluzione in ascesso alveolare. Si parla in questo caso di "ascesso fenice".
La lenta evoluzione cistica, con graduale passaggio a vera cisti radicolare più che una complicazione è da considerare normale evoluzione del processo infiammatorio.

## Anatomia patologica
Come in tutte le forme di infiammazione cronica a componente granulomatosa la lesione presenterà una forte prevalenza della componente cellulata, composta da macrofagi, linfociti e plasmacellule, con presenza costante di capillari e fibroblasti, che va a sostituire la normale struttura tissutale locale, portando alla sparizione del legamento parodontale e dell'osso alveolare. La lesione è tipicamente ben delimitata dai tessuti circostanti da una capsula connettivale. Tra le cellule tipiche del sistema immunitario e le fibre connettivali che compongono la struttura del tessuto di granulazione si possono rinvenire piccole isole epiteliali, presenti anche nel normale legamento parodontale, detti "residui del Malassez", considerati residui del processo embriogenetico di formazione del dente. Questi residui epiteliali si possono sviluppare in cavità rivestite da epitelio pluristratificato ripiene di liquido sieroso misto a cristalli di colesterolo, che col tempo si potranno riunire nel quadro cistico.

## Clinica

### Segni e sintomi
Il granuloma dentario è una lesione che molto raramente presenta sintomatologia, che potrà essere limitata ad una lieve sensibilità alla percussione o masticazione. Solo nel caso di riacutizzazione del processo, sempre possibile anche a distanza di anni (da questo il termine di "ascesso fenice"), o come conseguenza non rara delle prime fasi del trattamento endodontico, si avrà sintomatologia eclatante con dolore acuto ben localizzato.

### Esami di laboratorio e strumentali
Visto l'assenza di sintomatologia, l'esame radiografico risulta spesso l'unico reperto utile,  permettendo di individuare sia la patologia, attraverso il tipico aspetto di rarefazione ossea ben delimitata, che il dente di partenza. Frequentemente infatti la presenza di granulomi viene riscontrata casualmente durante esami di routine, in assenza totale di sintomi.
Per i casi di diagnosi dubbia, risultano fondamentali le prove di vitalità sui denti, per risposta agli stimoli termici od elettrici (pulp test), alla ricerca di un dente non più vitale od in sofferenza.

### Diagnosi differenziale
Poiché molto spesso l'unico reperto diagnostico utile è quello radiografico di radiotrasparenza periapicale, la diagnosi differenziale sarà prima di tutto verso alcune strutture anatomiche che possono simulare questo aspetto, come il forame mentoniero, o concamerazioni anomale del seno mascellare, che per prossimità anatomica con le radici dei denti in alcuni casi potrebbero porre il dubbio della presenza della patologia. Una prova di vitalità dei denti sospetti aiuterà la diagnosi. Nei casi più difficili si potrà utilizzare la tecnica dello sproiettamento, ripetendo la radiografia con una diversa angolazione.
La diagnosi differenziale con la cisti radicolare è possibile solo quando la lesione raggiunge dimensioni notevoli. Essendo due lesioni oggi riconosciute come di origine comune e trattamento identico, la diagnosi differenziale diventa clinicamente inutile.
Altre lesioni radiotrasparenti che potrebbero presentare aspetti radiografici simili, soprattutto nelle fasi iniziali, sono le cisti odontogene di altra origine, come le follicolari e le primordiali. Più rare sono le cisti non odontogene come la cisti emorragica, seguente a trauma, ed i tumori odontogeni di tipo non addensante, come il tumore cheratocistico odontogeno, l'ameloblastoma nella forma unicistica, il tumore odontogeno adenomatoide od il fibroma ameloblastico, solitamente caratterizzati da aggressività esclusivamente locale. Datà la rarità di queste patologie, e la difficoltà di differenziarle nelle fasi iniziali, la diagnosi dovrà basarsi sul follow-up a distanza dopo il trattamento canalare.

## Trattamento
Considerato la caratteristica di reazione difensiva della lesione ad una patologia interna al dente, risulta chiaro che il trattamento risolutivo è quello mirato all'eradicazione della fonte di infiammazione presente nei canali del dente responsabile, quindi la terapia canalare. In alcuni casi, il trattamento canalare potrebbe nelle prime fasi indurre un peggioramento del quadro sintomatico, con comparsa di sintomi dolorosi dove precedentemente non esisteva alcun sintomo. Questo non è da considerare anomalo, in quanto durante le fasi di strumentazione dei canali è praticamente inevitabile la fuoriuscita di piccole quantità di materiale irritante, per la maggior parte presente precedentemente alla procedura endodontica.
Nel caso il trattamento canalare tradizionale (ortogrado) sia impedito dalla presenza di strumenti rotti o perni di difficile estrazione nei canali (quindi in un dente già precedentemente trattato senza successo), sarà necessario adottare l'approccio chirurgico retrogrado (apicectomia).
Qualora il dente responsabile risulti troppo compromesso per sua patologia di partenza (carie eccessivamente destruente) o altri motivi (presenza di ulteriori patologie associate, come una parodontite di grado elevato), o perché non strategico per la normale funzionalità (dente del giudizio), la terapia di scelta sarà l'estrazione.

### Prognosi e follow up
La prognosi di guarigione dei processi infiammatori cronici apicali dei denti trattati endodonticamente è molto buona, con percentuali di successo che si riducono nel caso il dente sia già stato trattato endodonticamente in passato, e si sia quindi dovuto procedere ad un ritrattamento. Il protocollo consigliato comunque prevede un follow-up radiografico periodico a 6 mesi, un anno ed ogni due anni circa dall'esecuzione del trattamento canalare. Questo è particolarmente necessario nel caso di lesioni di una certa dimensione, in cui può rimanere il sospetto di avere a che fare con una cisti, potenzialmente in grado di autosostenere la propria crescita anche in mancanza dello stimolo irritativo, ed ancora di più per escludere lesioni di origine differente (cisti di altra origine o tumori).